# Sinjar
Sinjar (irakees: Şengal/شنگال) is een plaats in de provincie Ninawa, Noordwest-Irak. Er woonden 39.875 mensen in 2006. De inwoners zijn voornamelijk Irakese jezidi's en een kleine groep Koerdische soennieten.
De stad werd tot in 2014 bestuurd door de Iraakse regering. Daarna werd de status van de stad onduidelijk. Volgens artikel 140 van de Iraakse grondwet dient er door middel van een referendum te worden beslist of stad en streek door de Iraakse regering bestuurd blijven worden of door de Koerdische Autonome Regio.

## Vervolging jezidi's
Op 14 augustus 2007 pleegden zelfmoordterroristen een bloedige aanslag op de jezidische gemeenschap van Sinjar. Hierbij kwamen 796 mensen om het leven.
In de maanden juli en augustus 2014 vluchtten duizenden van de in Sinjar levende jezidi's voor de soennitische IS-strijders. Zij trokken zich vooral terug naar het nabij gelegen Sinjargebergte en gedeeltelijk ook naar Turkije en naar de Iraakse Koerdische Autonome Regio. Zij werden daarbij militair gesteund door het Koerdische leger (YPG, Peshmerga). De Koerdische strijders werden hierbij geholpen door Amerikaanse jachtvliegtuigen die de IS-strijders aanvielen door het vernietigen van militaire uitrusting, zoals vrachtwagens, artillerie en pantservoertuigen. Amerikaanse en Koerdische transportvliegtuigen voorzagen de vluchtelingen in het Sinjargebergte van voedsel. Volksbeschermingseenheden (YPG) wisten vervolgens een corridor naar Syrië vrij te maken en open te houden, waardoor de ingesloten jezidi's konden ontkomen uit het gebergte. Zij ontkwamen hiermee aan een gedwongen "bekering" tot de islam of de dood voor de mannen en (seks)slavernij voor de vrouwen.
Midden oktober 2014 gingen de IS-strijders weer in het offensief en werden ongeveer 7.000 burgers in het Sinjargebergte ingesloten. De pelgrimsstad Sherfedin kon door inmiddels opgerichte jezidische burgermilities in de Slag om Sherfedîn behouden blijven maar de overige dorpen en stadjes moesten na achterhoedegevechten opgegeven worden. In november 2014 begon de Peshmerga een offensief ter bevrijding van de stad. Hierbij werden 200 gegijzelde jezidi's bevrijd. Na een nieuw offensief liet een leider van de Koerden een jaar later weten dat de stad veroverd was door de Peshmerga.

## Geschiedenis
Het gebied behoorde tot de noordelijke Obeid-cultuur. Op de vlakte bij Sinjar hebben vroeger 200 plaatsen gelegen, waaronder Hassuna, Tell Halaf en Obeid.

## Wetenswaardigheden
In deze plaats is een groot deel van The Exorcist opgenomen. Op de berg vlak boven Sinjar is het laatste wilde exemplaar van de Syrische wilde ezel aangetroffen.